# Фалкоу, Стэнли
Стэнли Фалкоу (Stanley Falkow; 24 января 1934, Олбани — 5 мая 2018) — американский микробиолог.
Эмерит-профессор Стэнфордского университета, член Национальных Академии наук (1984) и Медицинской академии (1997) США, иностранный член Лондонского королевского общества (2007).
Воспитал многих учеников.
Удостоен Национальной научной медали (2014).

## Биография
Родился в семье эмигранта из советского Киева.
Выбор его жизненного пути определила прочитанная в 11-летнем возрасте книга Поля де Крюи `Охотники за микробами`.
Окончил с отличием (cum laude) и степенью бакалавра по бактериологии Университет Мэна (1955). Затем работал в лаборатории патологии. Степени магистра биологии (1960) и доктора философии (1961) получил в Брауновском университете, после чего работал в Армейском научно-исследовательском институте имени Уолтера Рида помощником руководителя бактериальной иммунологии, преподавал микробиологию в Джорджтаунском и Вашингтонском университетах.
С 1981 года преподавал в Стэнфордском университете, заведовал там кафедрой медицинской микробиологии до 1985 года, впоследствии эмерит-профессор школы медицины. Свою лабораторию он закрыл в 2006 году (её разделили между Denise Monack и Manuel Amieva) и в 2010 году ушёл в отставку.
Его учеником является Gordon Dougan.
В 1997—1998 годах президент Американского общества микробиологии.
Член Американской академии искусств и наук и Американской ассоциации содействия развитию науки (1996).
Супруга Lucy S. Tompkins, также профессор Стэнфордского университета.
Почётный доктор наук Университета Мэна (1979) и канадского Гуэлфского университета (1999), а также доктор медицины шведского Университета Умео (1989).

## Награды и отличия
- Squibb Award, Infectious Diseases Society of America[англ.] (1979)
- Paul Ehrlich and Ludwig Darmstaedter Prize[англ.] (1981)
- Altemeier Medal, Surgical Infectious Diseases Society of America (1990)
- Howard Taylor Ricketts Award[нем.] Чикагского университета (1995)
- Bristol-Myers Squibb Award[англ.] for Distinguished Achievement in Infectious Diseases Research (1997)
- Maxwell Finland Award[англ.] (1999)
- Alumni Career Award, Университет Мэна (1999)
- Премия Роберта Коха (2000)
- Abbott Lifetime Achievement Award Американского общества микробиологии (2003)
- Selman A. Waksman Award in Microbiology[англ.] НАН США (2003)
- Society Citation, IDSA (2004)
- Marjory Stephenson Prize[англ.], Микробиологическое общество Великобритании (2004)
- Премия Ласкера (2008)
- Национальная научная медаль (2014)